# Flauto da concerto
Il flauto da concerto, o flauto da orchestra, è un flauto traverso munito di un sistema di chiavi inventato dal tedesco Theobald Böhm (1794-1881).

## Composizione

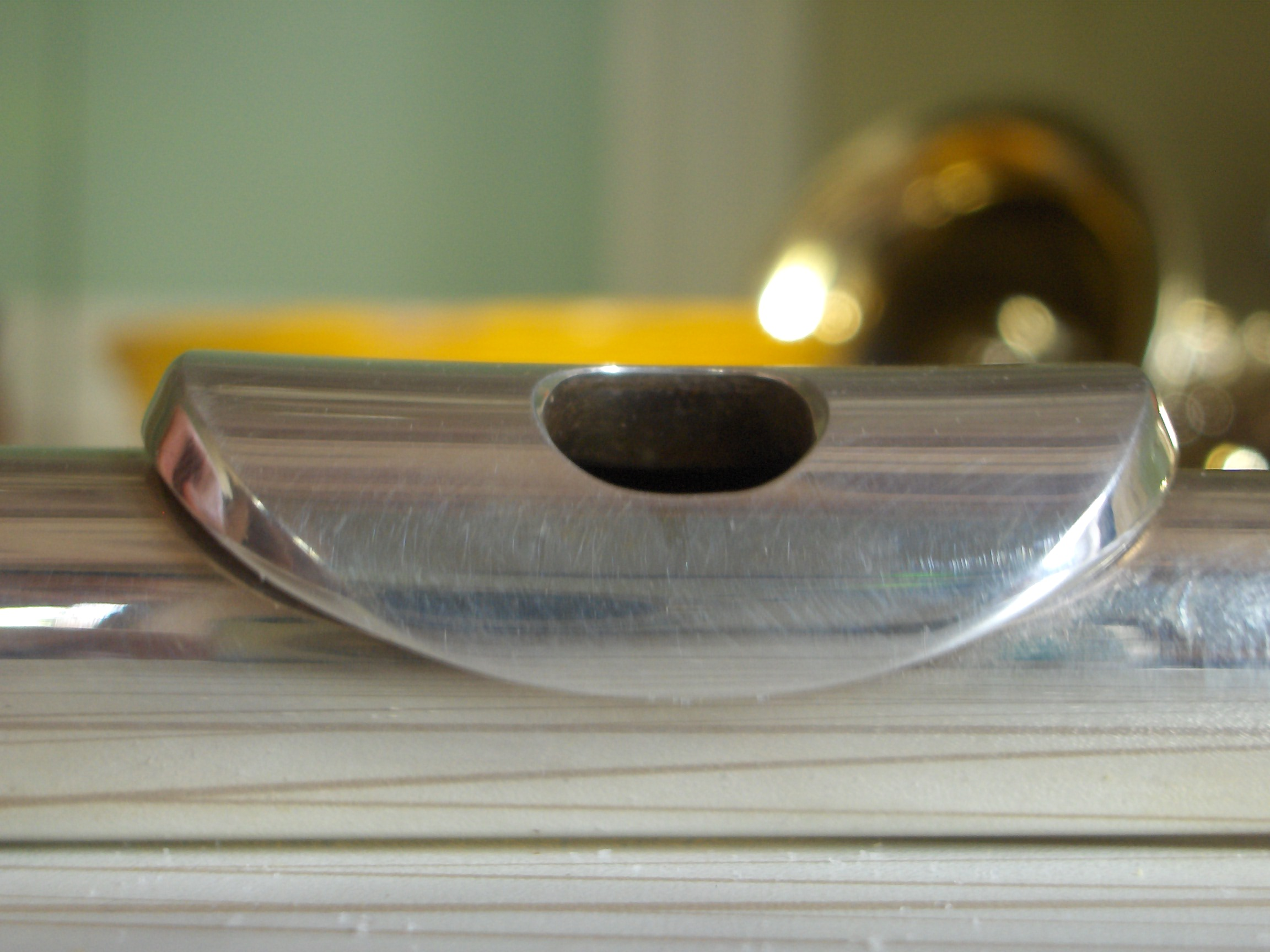
Dettaglio di testata di un flauto (Yamaha), parte detta propriamente boccola o boccoletta

I flauti da concerto sono strumenti in legno o, più comunemente, in metallo (oro, argento, bronzo, platino, alpacca targata argento) composti in tre parti:
1. testata;
2. corpo centrale;
3. trombino[1].

I tre pezzi vengono montati assieme tramite degli innesti a baionetta: lo strumento montato è lungo circa 70 cm con un diametro interno di circa 2 cm (lo spessore del materiale, nei flauti di metallo è inferiore al millimetro, mentre è di alcuni millimetri per i flauti di legno). La testata è inserita nel corpo tramite un innesto lungo alcuni centimetri, che viene usato come dispositivo per intonare: variando l'inserimento della testata nel corpo si regola la lunghezza complessiva dello strumento e, di conseguenza, l'intonazione.

### Testata

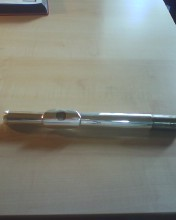
Testata di un flauto Comet

La testata è la parte del flauto dove il flautista soffia per produrre il suono. Nella testata sono presenti diverse parti, sia visibili che invisibili.
Tra quelle visibili abbiamo:
- boccola: è la parte rialzata dal resto del tubo sulla quale si poggiano le labbra (sorretta dal pozzetto), che presenta il foro d'imsufflazione;
- corona: delimita la testata nella sua estremità sinistra;
- tubo: è la parte principale della testata.

Tra quelle invisibili abbiamo:
- pozzetto o caminetto: è un piccolo tubo che collega la boccola al tubo principale in corrispondenza del foro d'insufflazione e che la sostiene;
- tappo a vite: è un tappo che chiude un'estremità della testata. È regolabile e può quindi aumentare la lunghezza interna del tubo della testata, o accorciarla di pochi millimetri: questo serve ad intonare le ottave. Si trova all'interno della testata tra la boccola e la corona, nel quale è presente un tappo di sughero e una base di metallo che separa quest'ultimo all'interno della testata.

I materiali in cui sono costruite le testate sono generalmente:
- alpacca (il più delle volte placcata in argento), che caratterizza i flauti più economici, destinati soprattutto ai principianti;
- argento, il materiale più diffuso;
- argento e oro (non in lega, ma utilizzati in parti diverse della testata);
- oro;
- platino;
- legno; vengono usati legni duri pregiati come il bosso, palissandro o ebano. Nel caso delle testate in legno, l'innesto tra testata e corpo è comunque costruito in metallo, in modo da permettere un agevole montaggio e regolazione. Questo ha l'inconveniente che, per la differenza del coefficiente di dilatazione termica dei due materiali e per l'instabilità dimensionale del legno (che con gli anni tende a contrarsi, ad esempio a causa della disidratazione), nel tempo la testata possa creparsi oppure ovalizzarsi, rendendo queste testate particolarmente delicate. Le testate in legno, di solito avendo pareti del tubo molto più spesse di quelle delle testate metalliche (e quindi diametri esterni maggiori), non posseggono né la boccola, né il pozzetto, ma il foro d'insufflazione è direttamente scavato nel tubo. Questo perché lo spessore di una testata lignea consente la formazione del pozzetto direttamente durante lo scavo del foro d'insufflazione, mentre in una testata di metallo, molto più sottile, lo spessore del bordo del foro non è sufficiente a formare il suono e necessita quindi di un pozzetto lavorato; la boccola serve in questo caso ad avere un appoggio comodo e in piano del labbro.

La forma esatta di una testata non è cilindrica, ma è tronco-conica (per non essere più esatti una forma parabolo-conica) con un'apertura molto piccola, circa 1°; è per questo che appare cilindrica. Questa è una delle principali innovazioni di Theobald Böhm, che permise di fabbricare flauti dal corpo cilindrico (in precedenza il corpo era conico) mantenendo l'intonazione delle ottave.
L'innesto della testata nel corpo del flauto è a baionetta e scorrevole: questo è usato per variare la lunghezza effettiva dello strumento ed intonarlo, visto che (soprattutto per i flauti di metallo) al variare della temperatura l'intonazione dello strumento può variare anche di un semitono. In passato erano in uso flauti con innesti molto lunghi che potevano variare l'intonazione di diversi toni per adattarsi alla varietà di diapason in uso all'epoca: questi avevano il serio difetto per produrre strumenti non più intonati all'interno dell'ottava e sono caduti in disuso.
La testata, essendo la parte del flauto dove viene generata la vibrazione dell'aria, è anche la parte che contribuisce in maggior misura al timbro e alla qualità del suono di tutto il flauto.
Tra le innovazioni costruttive degli ultimi anni, vi è il "caminetto esteso" brevettato da costruttori di flauti e ottavini Kanichi Nagahara. Questo particolare tipo di caminetto è esteso alla boccola eliminando la linea di saldatura tra le due componenti. Questa innovazione consente di avere un suono più omogeneo, dal momento che ci si trova ad avere lo stesso materiale su entrambe le superfici. A detta del costruttore, l'effetto può essere paragonato a quello di avere entrambe le parti costruite dello stesso materiale. Ad esempio, una testata in argento con un caminetto esteso in oro 18k produce un suono simile ad una testata con boccola e caminetto in 18k con il vantaggio di una minore spesa.
Sia la testata che tutte le parti che la compongono possono avere pesi, materiali e spessori differenti. Persino il tappo comunemente in sughero può essere di un altro materiale. La scelta del materiale di costruzione è soggettiva, perché segue la necessità del flautista: solitamente, materiali più leggeri o con densità minori producono un suono più brillante, mentre materiali più densi oppongono resistenza nell'emissione dell'aria. Tutto ciò dipende da tantissimi fattori sia stilistici, sia propriamente fisici, sia personali.
Tra i costruttori di testate odierni più importanti vanno sicuramente citati l'italiano Salvatore Faulisi, il tedesco J. R. Lafin e sua figlia Julie, il tedesco Tobias Mancke e il coreano SongArchiviato il 10 maggio 2021 in Internet Archive.. Tutti loro, negli anni di operato, hanno sviluppato delle peculiarità di ogni loro testata che comprendono il colore del suono che si ottiene, i materiali scelti e le quasi infinite combinazioni per la costruzione delle diverse parti, dai diversi tipi di legno ai diversi tipi di metalli preziosi, le diverse dimensioni e le diverse forme del foro d'insufflazione, i diversi spessori, la presenza o meno di "baffetti" sulla boccola come gli "Alder" presenti sulle testate Lafin e quelli denominati "Tsubasa" nelle testate della fabbrica giapponese Muramatsu, e via dicendo.
Sostituendo la testata del flauto con un'altra di un costruttore differente rispetto a quello del corpo e del trombino del flauto, o con una testata fatta con materiali diversi (es. testata d'oro su flauto d'argento, testata d'argento su flauto d'alpacca, o addirittura testata di legno su flauto d'argento) si cerca di migliorare il suono del flauto, e/o per adattarlo meglio alle caratteristiche del flautista.

### Corpo centrale
Il corpo centrale del flauto ne costituisce la parte più lunga.
Esso si compone di 16 chiavi e 14 fori, costituendo la parte principale della meccanica su cui agiscono le dita. Esistono due tipologie di meccanica: a fori chiusi (detto "sistema tedesco"), o a fori aperti (detto anche "sistema francese").
Le chiavi della meccanica possono essere disposte in tre modi. Esse riguardano le chiavi del sol che possono essere allineate al resto delle chiavi, leggermente fuori linea o del tutto fuori linea. Lo spostamento delle chiavi del "sol" aiuta chi ha una mano più piccola al raggiungere la tastiera più comodamente.
Altre chiavi che possono essere aggiunte su richiesta del committente sono: la chiave del "mi snodato" o "mi meccanico", un dispositivo che facilita l'emissione della terza ottava dello strumento; la cosiddetta chiave del trillo del do diesis, le cui funzioni sono molte di più, poiché non facilita soltanto l'esecuzione in prima e seconda ottava del trillo si-do diesis, ma permette anche di suonare il do diesis delle suddette ottave in maniera più ricca di armonici, permette di fare un trillo sol-sol diesis in terza ottava più intonato, permette l'esecuzione del trillo sol-la della terza ottava dello strumento senza ricorrere agli armonici della seconda ottava permette l'esecuzione dei tremoli, permette un più facile attacco del sol diesis della terza ottava dello strumento sul pianissimo, e altro ancora; e, infine, la chiave del sol-la in seconda ottava, quasi scomparsa, ma presente in alcuni flauti costruiti dalla fabbrica giapponese Muramatsu.

### Trombino

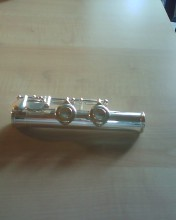
Trombino di un flauto Comet

Il trombino (imitando l'inglese) o piede è la parte terminale del flauto. Questo estremo, ad uso esclusivo del mignolo destro, è adibito alle chiavi di Mi bemolle, Do diesis e Do naturale, ma in alcuni casi, anche del Si. Il corpo centrale si collega ad esso tramite un tenone metallico. Talvolta, ad imitazione del termine inglese, viene detto piede.
Esistono due versioni di trombino: in Do (la più diffusa) porta tre chiavi comandate da un gruppo di leve, azionate con il mignolo della mano destra, che permettono di produrre le note Do 3º, Do diesis 3º (ottava grave) e Re diesis 3º (ottava grave e intermedia). Più rari sono i trombini discendenti al Si 2º, essi sono più lunghi e hanno una chiave addizionale che viene comandata da una leva dedicata, inserita nel gruppo che comanda le altre chiavi. Oltre alla produzione del Si 2º, questa chiave, se presente, facilita notevolmente anche l'emissione del Do 6º (la nota più alta dell'estensione standard del flauto).

## Estensione
Il più usato dei flauti (flauto in Do) possiede un'estensione che va dal Do centrale (Do 3º) o da un semitono sotto Si 2º fino al Re 6º e comprende, quindi, più di 3 ottave.
I flauti moderni possono raggiungere un'estensione di tre ottave e mezza, e alcuni flautisti sono in grado di andare oltre e di emettere il Sol 6º o, addirittura, anche il La immediatamente successivo: un flautista professionista può anche arrivare un Do 7º. Questa quarta ottava è molto scomoda sia per l'emissione che per la diteggiatura (quasi impossibile su strumenti d'epoca), e per questo poco usata nel repertorio flautistico, anche se negli anni recenti alcuni compositori hanno spesso usato il Do 6º, il Do diesis 6º e il Re 6º.

## Timbro

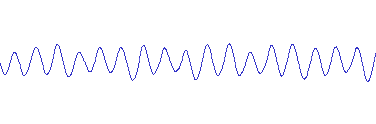
Onda sonora prodotta da un flauto

Il flauto da concerto ha un suono limpido anche se un po' freddo, ma la brillantezza del suo timbro lo ha reso adatto, per esempio, ad imitare il canto degli uccelli, caratteristica molto usata in molti brani di diversa provenienza: esempi nella musica classica, il concerto nella Sinfonia pastorale di Ludwig van Beethoven e La parte dell'uccellino Sasha in Pierino e il lupo di Sergej Sergeevič Prokof'ev; nel jazz i brani Conference of the Birds di Dave Holland e Serenade to a Cuckoo di Roland Kirk; nella musica leggera italiana il brano Un domani sempre pieno di te dei Matia Bazar.

## Come viene prodotto il suono?

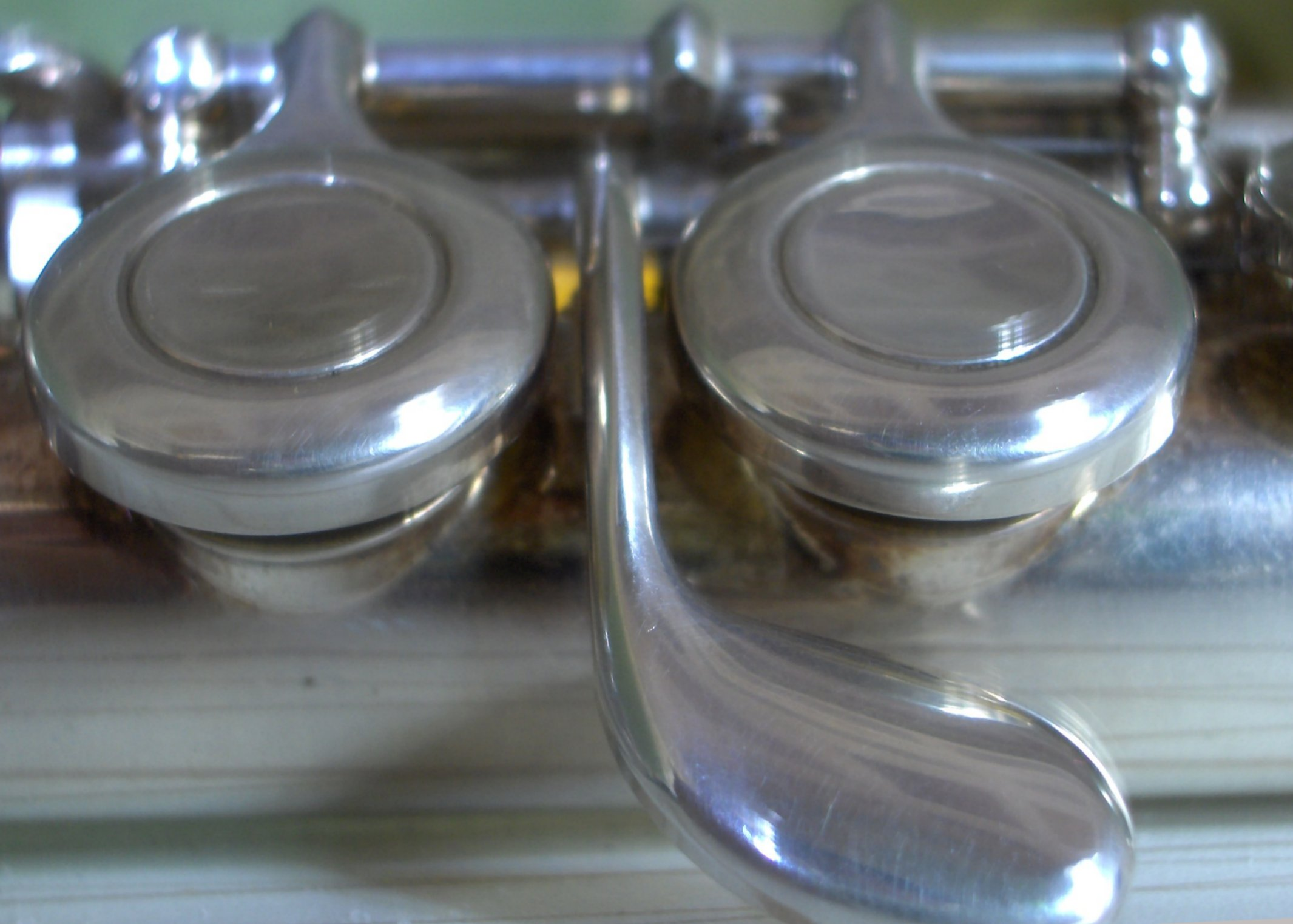
Chiavi di un flauto (Yamaha)

Il suono viene prodotto dal flusso d'aria che si frange contro lo spigolo del foro d'insufflazione presente sulla testata. In questo modo viene eccitata la colonna d'aria all'interno del tubo e ha inizio la vibrazione sonora. L'emissione di note di diversa altezza avviene chiudendo i fori, tramite le "chiavi" (i tasti) e controllando in questo modo l'altezza della colonna d'aria che viene messa in vibrazione. Le chiavi possono essere forate, per permettere effetti di glissato (passaggio da una nota all'altra senza salti tonali) e una maggiore proiezione di suono.

### Altri effetti
L'emissione del suono, nel flauto, può essere modificata. Oltre alle tecniche standard che consentono il legato e lo staccato, ottenute occludendo con la lingua il flusso d'aria, si hanno i cosiddetti doppi e tripli staccati: poiché la ripetizione della consonante /t/ oltre a una certa velocità risulta molto difficoltosa, se non impossibile, la si alterna alla consonante /k/ raggiungendo in questo modo velocità anche più elevate. L'uso del doppio e del triplo staccato è cambiato secondo il gusto delle epoche: nel Rinascimento e nel Barocco, ad esempio, le consonanti velari /k/ e /g/ erano considerate aspre, adatte solo a certi tipi di affetti, e in loro vece si preferivano altre articolazioni più morbide come "did'll" (per i gruppi pari), "did'ldi" (per le terzine) (Quantz), "teré" (tipico quando un levare breve si appoggia a un battere più lungo), "téretere", "térelere" e via dicendo.
Un effetto suggestivo è il frullato (ted.: Flatterzunge, fr.: frappé o trémolo dental), tecnica che consiste nel soffiare pronunciando contemporaneamente le consonanti "tr", "dr" o "Fr" per far vibrare la parte anteriore della lingua oppure la consonante "r" (pronunciata come la "r" francese) per far vibrare la parte posteriore della lingua.
Un'altra tecnica eterodossa in uso nel jazz e nel rock, introdotta dal polistrumentista afroamericano Rahsaan Roland Kirk e resa famosa dal flautista britannico Ian Anderson, frontman dei Jethro Tull, consiste nel cantare contemporaneamente all'emissione del suono. La nota cantata può essere all'unisono con quella emessa nello strumento, ma anche a distanza di una terza maggiore, una quarta o una quinta. Il timbro dello strumento ne risulta assai modificato, diventando più scuro e pastoso ma con effetti stridenti soprattutto nel registro medio-acuto. Tra i vari gruppi progressive che hanno adottato questa tecnica in alcuni brani vanno ricordati i Focus, i New Trolls (nell'album Concerto Grosso) e i Delirium.
Altri effetti particolari ricorrenti in vari generi musicali sono ottenuti utilizzando il suono ottenuto chiudendo con forza le chiavi, soffiando nel flauto senza porlo in risonanza, utilizzando solo la testata o solo il trombino.

## La famiglia dei flauti da orchestra

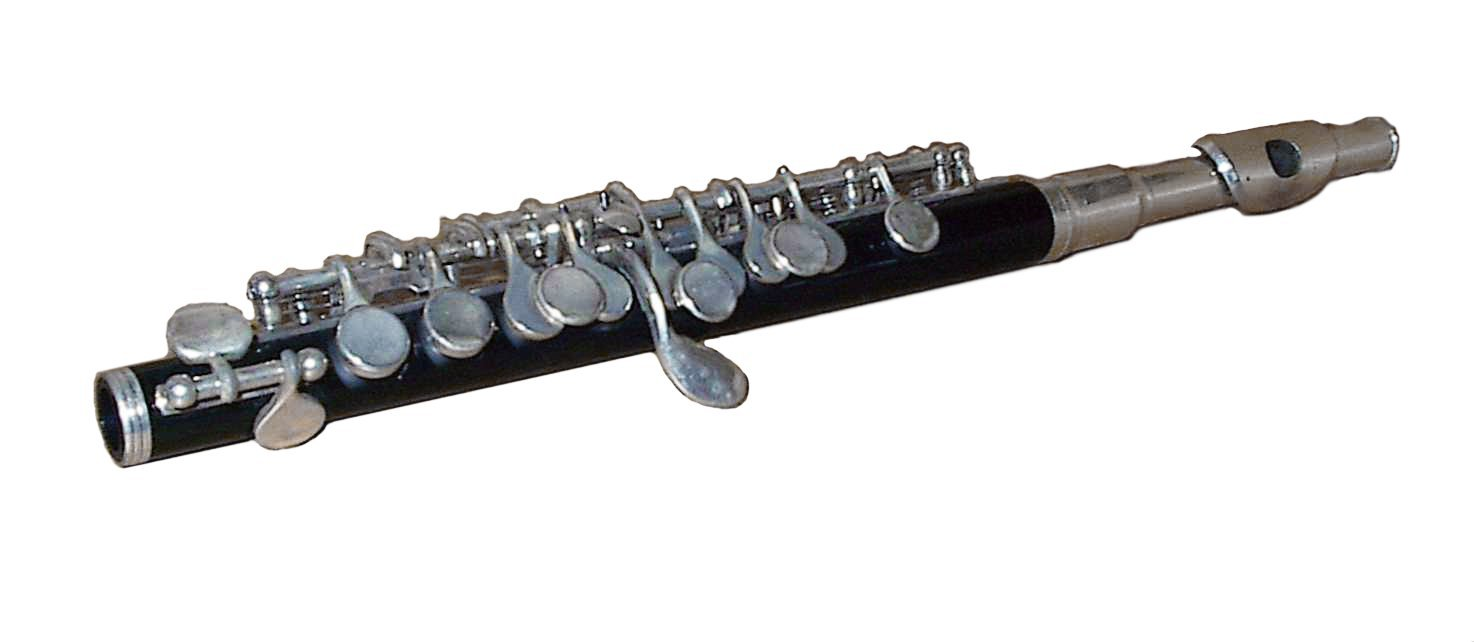
Un ottavino, il flauto più piccolo della famiglia

Esistono svariati tipi di flauti che si differenziano, oltre che per il materiale, per alcuni aspetti meccanici ed elastici. La famiglia dei flauti da concerto ha diversi componenti:
- l'ottavino, in Do (mancano due chiavi per il Do e Do diesis bassi), che, come indica il nome stesso, produce suoni più acuti di un'ottava rispetto al flauto ordinario (ne esiste anche una versione in Re bemolle);
- il flauto soprano, in Sol (un'ottava più acuta del flauto contralto), in Fa e in Mi bemolle; questi flauti combinano le caratteristiche dell'ottavino con quelle del flauto ordinario;
- il flauto ordinario (il più usato nei concerti), in Do;
- il flauto contralto, in Sol, che è (come tutti gli strumenti in Do) uno strumento traspositore perché, suonando la nota corrispondente, al Do si produce il Sol all'ottava inferiore;
- il flauto tenore (o flauto d'amore), in Si bemolle (notare la strana denominazione che lo vorrebbe più basso del flauto contralto);
- il flauto basso in Do (un'ottava più grave del flauto ordinario);
- il flauto contrabbasso in Sol (un'ottava più grave del flauto contralto), chiamato anche – dalla traduzione inglese – Contra-alto;
- il flauto contrabbasso in Do (due ottave sotto l'ordinario);
- il flauto subcontrabbasso in Sol (doppio contra-alto) o in Do (doppio contrabbasso);
- il flauto iperbasso in Do.

I flauti di uso comune sono: il flauto ordinario, l'ottavino, il flauto contralto e, molto più raramente, il flauto basso in Do. Gli altri membri della famiglia sono rarissimi, trovano impiego solo nelle orchestre di flauti a causa dell'elevato costo e dell'intonazione problematica. I tagli più gravi, a partire dal flauto basso, a causa delle grandi dimensioni, hanno tutti la testata variamente ripiegata (a U per il flauto basso, a triangolo per i tagli superiori) per consentire l'esecuzione; i più gravi devono essere suonati in piedi con l'aiuto di speciali supporti. Il flauto iperbasso ha una lunghezza superiore agli 8 metri.

### Strumenti simili
Il flauto irlandese è uno strumento in legno molto usato come solista nella musica popolare irlandese e, nelle sue diverse versioni, deriva dal flauto usato in Europa prima dell'avvento del sistema Boehn. Ne esistono versioni con un numero di chiavi variabile da nessuna (il più popolare, detto Simple system) fino ad otto (che rendono lo strumento completamente cromatico; alcuni musicisti preferiscono, però, avere strumenti senza chiavi e con diverse intonazioni, come accade per il tin whistle). La versione senza chiavi ha due ottave d'estensione (corrispondenti a quelle del flauto dolce, a partire dal Re) ed è intonata in Re maggiore; tuttavia non è uno strumento traspositore: esattamente come l'ottavino o il traversiere barocco, è in Re perché non possiede gli ultimi fori o chiavi per raggiungere il Do basso e le note scritte corrispondono al suono reale. Poiché le posizioni per le note alterate senza l'aiuto di chiavi sono ritenute scomode o possono essere stonate, questo strumento è praticamente limitato a due sole tonalità (Sol maggiore e Re maggiore). La versione senza chiavi ha sei fori (più due non azionabili all'estremità del flauto); le posizioni non differiscono da quelle del flauto standard (la posizione in Fa produce un Fa diesis) fatta eccezione per il Do diesis, che viene realizzato chiudendo il foro del medio della mano sinistra: è possibile anche – con diversa posizione – produrre il Do naturale (che permette di eseguire pezzi in Sol). Sembra che molti flauti irlandesi attorno al XIX secolo derivino dai flauti standard provenienti dalle bande dell'esercito inglese, a cui venivano bloccate alcune chiavi per ricondurli alla tonalità di Re.